# Argyripnus ephippiatus
Argyripnus ephippiatus är en fiskart som beskrevs av Gilbert och Cramer, 1897. Argyripnus ephippiatus ingår i släktet Argyripnus och familjen pärlemorfiskar. Inga underarter finns listade i Catalogue of Life.